# Asplenium wherryi
Asplenium wherryi är en svartbräkenväxtart som beskrevs av D. M. Smith. Asplenium wherryi ingår i släktet Asplenium och familjen Aspleniaceae. Inga underarter finns listade.